# Porte Dorée (Fréjus)
La Porte Dorée (ou Porte d'Orée) est un vestige archéologique situé dans la ville de Fréjus, dans le département français du Var.

## Historique
Le monument date du IIIe siècle. Contrairement à ce que laisse penser sa dénomination commune, il ne s'agit pas d'une « porte », mais le vestige d'une arcature appartenant à d'anciens thermes romains de l'ancien port romain de Fréjus. 
La porte Dorée a été classée au titre des monuments historiques en 1886.

## Description
L'origine du nom « Dorée » tient au clous à tête dorée découverts lors des premières fouilles.
L'ensemble est en grès et briques, monté en petit appareil et appareil mixte,.